# Deronectes opatrinus
Deronectes opatrinus är en skalbaggsart som först beskrevs av Ernst Friedrich Germar 1824.  Deronectes opatrinus ingår i släktet Deronectes och familjen dykare. Inga underarter finns listade i Catalogue of Life.